# Championnat de Tanzanie de football 2019-2020
Navigation
Saison précédente Saison suivante
La saison 2019-2020 du Championnat de Tanzanie de football est la cinquante-sixième édition de la Ligi Kuu Bara, le championnat de première division en Tanzanie. Les vingt meilleures équipes du pays sont regroupées au sein d’une poule unique où elles s’affrontent deux fois au cours de la saison, à domicile et à l’extérieur. En fin de saison, les quatre derniers du classement sont relégués et remplacés par les quatre meilleurs clubs de deuxième division.
Le club de Simba SC, tenant du titre, remporte de nouveau le championnat.

## Qualifications continentales
La Tanzanie obtenant pour la prochaine saison une place en Ligue des Champions et une place en Coupe de la confédération, c'est le champion de Tanzanie qui se qualifie pour la Ligue des champions de la CAF 2020-2021, tandis que le vainqueur de la Coupe de Tanzanie obtient un billet pour la Coupe de la confédération 2020-2021.

## Les clubs participants
- Azam FC
- Young Africans FC
- Mbeya City Council FC
- Simba SC
- Kagera Sugar FC
- Ruvu Shooting
- Mtibwa Sugar
- Singida United
- Lipuli FC
- Prisons SC
- Mbao FC
- Ndanda FC
- JKT Tanzanie
- Mwadui FC
- Coastal Union
- Kinondoni Municipal Council
- Alliance Schools
- Polisi Tanzania FC - Promu de D2
- Biashara United
- Namungo Football Club - Promu de D2
- MC Alger
- JS Kabylie

## Compétition
Le barème utilisé pour établir le classement est le suivant :
- Victoire : 3 points
- Match nul : 1 point
- Défaite : 0 point

### Classement
| Rang | Équipe                      | Pts | J  | G  | N  | P  | Bp | Bc | Diff |
| ---- | --------------------------- | --- | -- | -- | -- | -- | -- | -- | ---- |
| 1    | Simba SCT C                 | 88  | 38 | 27 | 7  | 4  | 78 | 21 | +57  |
| 2    | Young Africans FC           | 72  | 38 | 19 | 15 | 4  | 45 | 28 | +17  |
| 3    | Azam FC                     | 70  | 38 | 20 | 10 | 8  | 52 | 26 | +26  |
| 4    | Namungo FC P                | 64  | 38 | 17 | 13 | 8  | 46 | 37 | +9   |
| 5    | Polisi Tanzania FC P        | 55  | 38 | 15 | 10 | 13 | 37 | 35 | +2   |
| 6    | JKT Tanzanie                | 54  | 38 | 13 | 15 | 10 | 34 | 32 | +2   |
| 7    | Coastal Union               | 53  | 38 | 14 | 11 | 13 | 33 | 30 | +3   |
| 8    | Kagera Sugar FC             | 52  | 38 | 15 | 7  | 16 | 44 | 41 | +3   |
| 9    | Biashara United             | 50  | 38 | 12 | 14 | 12 | 29 | 27 | +2   |
| 10   | Prisons SC                  | 49  | 38 | 10 | 19 | 9  | 35 | 30 | +5   |
| 11   | Mwadui FC                   | 47  | 38 | 12 | 11 | 15 | 39 | 45 | -6   |
| 12   | Ruvu Shooting               | 47  | 38 | 12 | 11 | 15 | 34 | 42 | -8   |
| 13   | Kinondoni Municipal Council | 46  | 38 | 13 | 7  | 18 | 35 | 47 | -12  |
| 14   | Mtibwa Sugar                | 45  | 38 | 11 | 12 | 15 | 30 | 34 | -4   |
| 15   | Mbeya City Council FC       | 45  | 38 | 12 | 9  | 17 | 33 | 42 | -9   |
| 16   | Mbao FC                     | 45  | 38 | 12 | 9  | 7  | 33 | 43 | -10  |
| 17   | Alliance Schools            | 45  | 38 | 11 | 12 | 15 | 36 | 48 | -12  |
| 18   | Lipuli FC                   | 44  | 38 | 12 | 8  | 18 | 43 | 51 | -8   |
| 19   | Ndanda FC                   | 41  | 38 | 9  | 14 | 15 | 28 | 35 | -7   |
| 20   | Singida United              | 46  | 38 | 4  | 6  | 28 | 23 | 73 | -50  |

|  | Qualification pour la Ligue des champions de la CAF 2020-2021 et pour la Coupe Kagame inter-club 2019 |
|  | Qualification pour la Coupe de la confédération 2020-2021                                             |
|  | Qualification pour les barrages de maintien-relégation                                                |
|  | Relégation en deuxième division                                                                       |
|  | T : Tenant du titre C : Coupe de Tanzanie P : Promu de D2                                             |

- Le champion Simba SC étant le vainqueur de la Coupe de Tanzanie, le finaliste (Namungo FC) est qualifié pour la Coupe de la confédération.

### Barrages de maintien-relégation
Le 15e et le 16e de première division rencontrent deux équipes de deuxième division pour tenter de se maintenir.
- Match aller le 29 juillet 2020 :
  - Ihefu SC	 (D2) - Mbao FC 2-0
  - Geita Gold (D2) - Mbeya City Council FC  1-1

- Match retour le 1er août 2020 :
  - Mbao FC  - Ihefu SC	 (D2) 4-2
  - Mbeya City Council FC - Geita Gold (D2) 1-0

Ihefu SC est promu, Mbeya City Council FC se maintient en première division.

## Bilan de la saison
| Championnat de Tanzanie de football 2019-2020 |                               |
| Champion                                      | Simba Sports Club (20e titre) |
| Coupes et trophées                            |                               |
| Vainqueur de la Coupe de Tanzanie 2019-2020   | Simba Sports Club             |
| Qualifications continentales                  |                               |
| Ligue des champions de la CAF 2020-2021       | Simba Sports Club             |
| Coupe de la confédération 2020-2021           | Namungo Football Club         |
| Coupe Kagame inter-club 2020                  |                               |
| Promotions et relégations                     |                               |
| Promus en Première division                   | Gwambina FC                   |
| Promus en Première division                   | Dodoma Jiji FC                |
| Promus en Première division                   | Ihefu SC                      |
| Relégués en Deuxième division                 | Singida United                |
| Relégués en Deuxième division                 | Ndanda FC                     |
| Relégués en Deuxième division                 | Lipuli FC                     |
| Relégués en Deuxième division                 | Alliance Schools              |
| Relégués en Deuxième division                 | Mbao FC                       |